# 사일런트 헌터 III
《사일런트 헌터 III》(Silent Hunter III)은 Ubisoft Bucharest가 개발하고 유비소프트가 배급한 잠수함 시뮬레이션 게임이다. 2005년 3월 15일 윈도우용으로 출시되었다. 사일런트 헌터 II처럼 플레이어는 제2차 세계 대전 대서양 전투 중 독일 유보트를 지휘하게 된다.

## 반응
이 게임은 비디오 게임 리뷰 애그리게이터 메타크리틱에 따르면 출시 후 전반적은 호평을 받았다.

## 같이 보기
- 사일런트 헌터
- 사일런트 헌터 II
- 사일런트 헌터 4
- 사일런트 헌터 5